# ولي أباد (فاروج)
ولي أباد (بالفارسية: ولی‌آباد) هي مستوطنة تقع في قسم تيتكانلو الريفي في إيران. يقدر عدد سكانها بـ 105 نسمة بحسب إحصاء 2016.